# 香农·约翰逊
香农·约翰逊（英語：Shannon Johnson，1974年8月18日—），生于南卡罗来纳州哈茨维尔，美国前女子篮球运动员。她在1992年至1996年间代表南卡罗莱纳大学校队参加校际比赛。并曾代表国家队参加2002年女子篮球世锦赛和2004年雅典奥运，两项比赛均获得冠军。退役后，她成为教练，于2015年至2020年间执教寇克学院女子篮球队。